# Banques au Maroc

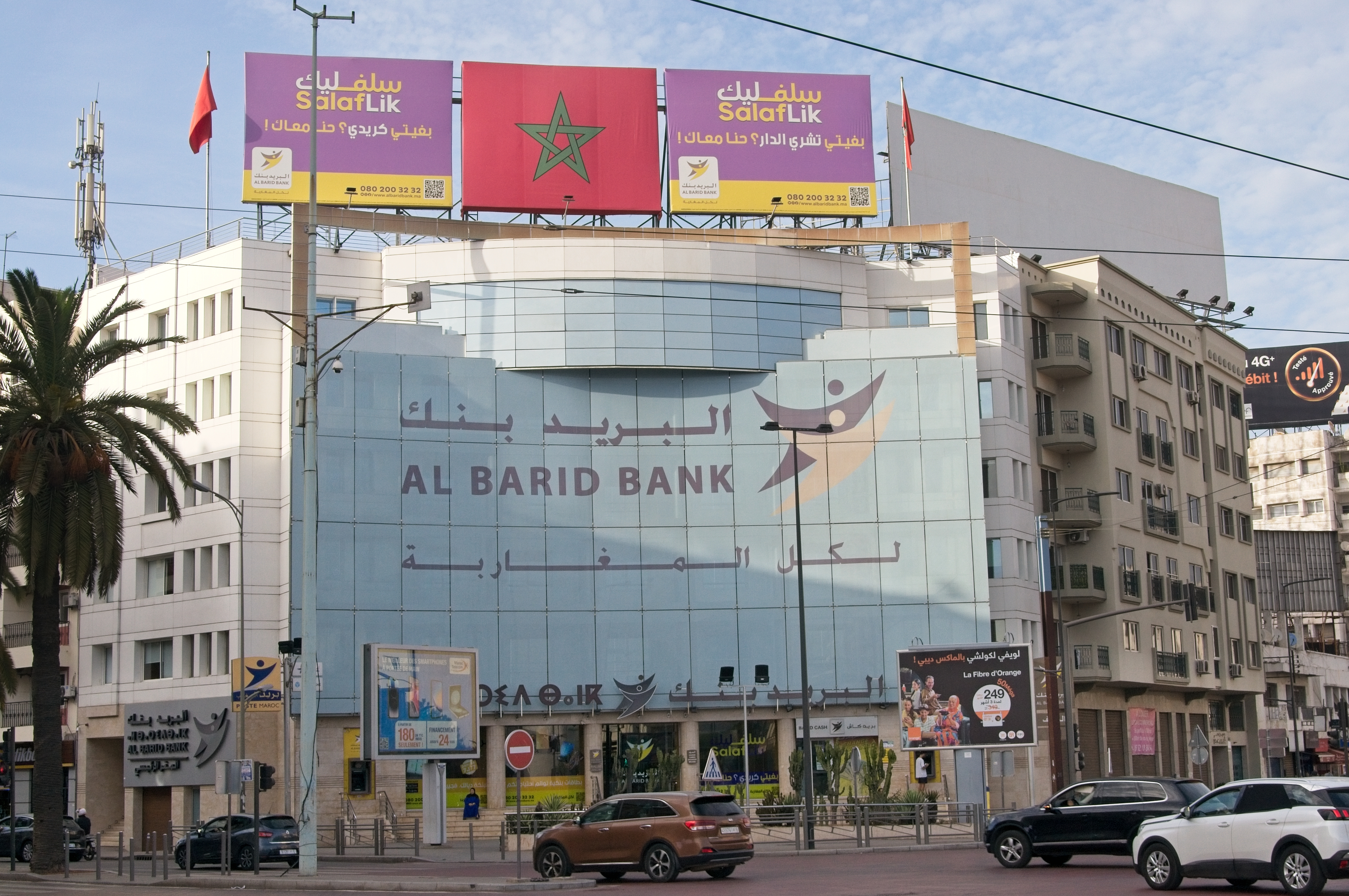
Point de vue sur Al Barid Bank agence Ghandi à Casablanca le 15 octobre 2023. La banque compte 950 agence en 2023.

Les établissements financiers au Maroc se composent de banques de détail, de banques d'investissement, de sociétés de financement et de transfert de fonds et de banques extraterritoriales.
A fin 2022, le nombre d’établissements de crédit et organismes assimilés agréés au Maroc s’établit à 90 établissements auprès de la banque centrale marocaine dont 11 banques régionales et 18 banques opérant à l'échelle nationale.
En 2023 Bank Al-Maghrib recense 5811 agences bancaires contre 5914 l’année précédente. En 2022 les banques, dans leur ensemble, ferment cent quatre-vingt-neuf agences et en créent trente-huit. Crédit populaire du Maroc possède le réseau le plus dense au Maroc avec 1 372 agences.
Le nombre de cartes bancaires tous établissements confondus est de 20 millions en 2023, en hausse de 4,9% par rapport à 2022.

## Histoire

### Premières banques
L'installation des premières banques au Maroc date de la moitié du XIXe siècle avec deux établissements notables établis à Tanger, la banque de Moses Pariente ouverte en 1844 qui travaille ensuite avec l'Anglo-Egyptian Bank (en) à partir de 1864, et la banque de Moses Isaac Nahon, fondée en 1860, représentante de la Banque d'Espagne et du Crédit lyonnais. En 1875, un établissement français, la maison Benjamin Braunschvig ouvre. En 1879, est fondée la maison allemande Haessner-Joachimssohn, qui devient l'agent général à partir de 1897 de la Deutsche Bank. En 1887 et 1892, Haïm Benchimol relance le projet de la Banque transatlantique de Tanger comme établissement de prêt sur hypothèque qui avait été esquissé par Eugène Pereire en 1881, mais l'opération qui consistait à faire des avances au Trésor chérifien échoue dans la durée. Enfin, en 1892, la maison française Charles Gautsch s'installe également à Tanger, héritière du comptoir financier établi jadis par Jules Jaluzot et la banque Allard (Paris).
Après plus de dix ans de concertation, la Banque d'État du Maroc est fondée en 1907.

### Privatisations et fusions (années 1990-2000)
À la suite de nombreuses privatisations survenues durant les années 1990 l'écosystème financier marocain a connu une grande mutation qui s'est traduite par un une augmentation du taux de bancarisation, une multiplication d'agences bancaires et le développement rapide des moyens de paiement bancaires. En outre, l'avènement d'une banque postale à forte capillarité, la dynamisation du rôle du crédit agricole ainsi que l’émergence des banques régionales depuis le processus de régionalisation avancée a permis d'atteindre les couches sociales urbaines et rurales les plus modestes.
La fusion de deux banques privées Wafa Bank et Attijari Bank en 2003 a donné naissance à un grand groupe bancaire marocain baptisé AttijariWafa Bank (AWB) qui a pu avoir les moyens de partir à la conquête du continent, pendant ces dix dernières années ce dernier groupe a été rejoint par les deux banques marocaines Banque Centrale Populaire (BCP) et BMCE Bank, depuis le début de la dernière décennie l'ensemble de ces trois dernières banques constitue environ deux tiers de parts de marché au Maroc. AttijariWafa Bank est présent au sein de 14 pays d'Afrique et continue sa prolifération, après avoir raté le coche du rachat des filiales de BNP Parisbas et celle de la banque grecque Piraeus en Égypte au profit des banques du Golf, ce dernier lorgne la filiale de Barclays en Egypte.

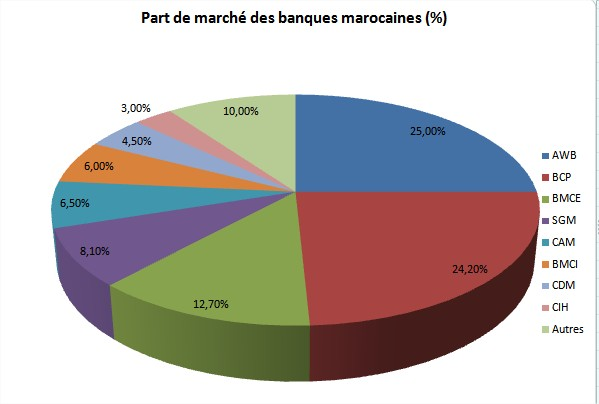
Parts de marché des banques marocaines en 2012

D'autre part, l'évolution de l'économie et de la juridiction financière au Maroc ont gagné la confiance de plusieurs investisseurs étrangers qui ont pris des parts dans le capital de quelques banques marocaines. À l'échelle du continent africain les banques marocaines sont particulièrement dynamiques dans le souci d'augmenter le taux de bancarisation des populations locales, depuis 2006 les trois premières banques marocaines ont ouvert plus de la moitié de l'ensemble des agences bancaires créées en zone UEMOA. Simultanément à l'émergence des zones franches durant les deux dernières décennies, les banques offshore ont fait leur apparition et se retrouvent d'un précieux soutien au développement des industries offshore notamment à Tanger. Depuis le lancement de Casablanca Finance City (CFC) un grand nombre de nouvelles banques offshore ont réservé leur statut CFC afin de domicilier leurs activités africaines au sein de cette place financière dont la dernière à sauter le pas étant la banque italienne UBI Banca. Plusieurs autres banques marocaines et internationales ont réservé leur label CFC mais n'ont pas encore validé leur demandes d’accréditation en tant que banques offshore auprès de Bank-al-Maghrib.
En 2016 le Maroc s'apprête à voir l'ouverture des premières banques participatives, des banques dites « islamiques », certes le projet fut validé depuis 2014 cependant, les banques marocaines ont demandé un délai afin de se préparer à ce type de finance spécifique. Les banques marocaines redoutaient une distorsion de leur marché habituel avec l'entrée en lice de groupes bancaires des pays du golfe. Les banques participatives ambitionnent d'apporter des solutions de financement de logements aux clients rétifs aux prêts bancaires standards.

## Banque centrale
- Bank Al-Maghrib est la banque centrale du Royaume du Maroc. C'est un établissement public doté de la personnalité morale et de l’autonomie financière. Elle a été créée en 1959 et domiciliée à Rabat en substitution à l’ancienne banque centrale marocaine Banque d'État du Maroc qui a vu le jour en 1907 et qui avait pris siège à Tanger.

## Banques de détail
Liste des banques agréées par la Banque centrale du Maroc en 2018:
| Nom                                                           | Abréviation    | Année d'agrément | Siège social | Actionnaire principal | Total bilan (Milliard dirham) | Produit net bancaire (PNB) (Milliard dirham) | Résultat net (Milliard dirham) | Année des données |
| ------------------------------------------------------------- | -------------- | ---------------- | ------------ | --- | ----------------------------- | -------------------------------------------- | ------------------------------ | ----------------- |
| Al Barid Bank                                                 | ABB            | 2009             | Casablanca   | Poste Maroc (100%) | 56                            | 1.592                                        | 0.123                          | 2018              |
| Arab Bank Maroc                                               | Arab Bank      | 1961             | Casablanca   | Asma Invest (100%) | -                             | -                                            | 0.047                          | 2005              |
| Attijariwafa Bank                                             | AWB            | 2003             | Casablanca   | Al Mada (46.4%) | 509.9                         | 22.4                                         | 5.7                            | 2018              |
| Bank Al Amal                                                  | BAA            | 1989             | Casablanca   | Banque centrale populaire (38.6%) | 0.975                         | 0.036                                        | -0.001                         | 2018              |
| Banque centrale populaire (+ 9 banques populaires régionales) | BCP            | 1961             | Casablanca   | Banques populaires régionales (82.54%) | 396.59                        | 17                                           | 3.5                            | 2018              |
| Bank of Africa                                                | BOA            | 1959             | Casablanca   | Royale marocaine d'assurance (29.8%) | 313.3                         | 13.36                                        | 2.84                           | 2017              |
| Banque marocaine pour le commerce et l'industrie              | BMCI           | 1943             | Casablanca   | BNP Paribas (66.7%) | 69.3                          | 3.03                                         | 0.562                          | 2018              |
| CDG Capital                                                   | CDGK           | 2006             | Rabat        | Caisse de Dépôt et de Gestion du Maroc (100%) | 9.6                           | 0.388                                        | 0.121                          | 2017              |
| Crédit agricole du Maroc                                      | CAM            | 1961             | Rabat        | État marocain (75.15%) | 100                           | 3.97                                         | 0.372                          | 2018              |
| CFG Bank                                                      | CFG            | 2012             | Casablanca   | Amyn Alami (12.26%) Amethis Alpha (12.15%) Maghreb FS (12.15%) Royale marocaine d'assurance (11.41%)                                                                                        | 4.6                           | 0.162                                        | -0.065                         | 2017              |
| Citibank Morocco                                              | CitiBank       | 1967             | Casablanca   | Citibank (98.62%) | 5.95                          | 0.347                                        | 0.151                          | 2017              |
| CIH Bank                                                      | CIH            | 1920             | Casablanca   | Caisse de Dépôt et de Gestion du Maroc (70.6%) | 64.9                          | 2.24                                         | 0.455                          | 2018              |
| Crédit du Maroc                                               | CDM            | 1929             | Casablanca   | Holmarcom (78.7%) | 55.9                          | 2.3                                          | 0.589                          | 2018              |
| Fonds d'équipement communal                                   | FEC            | 1958             | Rabat        | État marocain (Établissement public) | 20.3                          | 0.494                                        | 0.269                          | 2018              |
| Mediafinance                                                  | Mediafinance   | 1996             | Casablanca   | Banque centrale populaire (60%) | -                             | 84.1                                         | 34.34                          | 2018              |
| Société générale Maroc                                        | SGMB           | 1913             | Casablanca   | Saham | 88.9                          | 4.1                                          | 0.971                          | 2017              |
| Union Marocaine de Banques                                    | UMB            | 1946             | Casablanca   | Sous le mandat de redressement financier: La société marocaine de gestion des fonds de garantie des dépôts bancaires est accrédité par Bank Al-Maghrib (2019) pour la gestion de la banque. | -                             | -                                            | -                              | 2019              |
| Banco Sabadell Maroc                                          | Banco Sabadell | 2009             | Casablanca   | Banc Sabadell (100%) | 0.998                         | -                                            | -                              | 2017              |
| Caixabank                                                     | La Caixa       | 2009             | Casablanca   | La Caixa (100%) | -                             | -                                            | -                              | 2018              |

## Banques participatives
Les banques participatives au Maroc désignent communément les banques qui se réclament de codes éthiques énoncés par la finance islamique.
Le chantier pour la mise en place d'un cadre légal et réglementaire encadrant l'activité des banques participatives est en cours de finalisation. La loi n° 103.12 relative aux établissements de crédit et organismes assimilés introduit les banques participatives dans le code bancaire à travers la mise en place de nouveaux fondements reposant sur les principes de partage des gains et des pertes, en faisant appel exclusivement au Conseil Supérieur des Oulémas pour donner ses avis de conformité.
Le texte pose le cadre réglementaire pour la création, le fonctionnement et les activités de banques participatives et définit les points concernant le domaine d’application, les dépôts et les produits commercialisés par les banques participatives. Il prévoit par ailleurs la mise en place d’un comité d’audit chargé, entre autres, d’identifier et de prévenir les risques de non-conformité de leurs opérations aux avis du Conseil Supérieur des Oulémas.
La loi n° 103.12 s’applique aux établissements de crédit et organismes assimilés : banques, sociétés de financement, établissements de paiement, associations de microcrédit, banques offshore, compagnies financières, la CDG – Caisse de dépôt et de gestion et la Caisse centrale de garantie.

### Liste des Banques Participatives
Bank Al-Maghrib, la Banque Centrale marocaine, a publié le 2 janvier 2018 un communiqué du Comité des Établissements de Crédit relatif à l’agrément pour l’exercice de l’activité bancaire participative. Toutes les banques marocaines candidates ont obtenu leur agrément, presque toutes ayant choisi de se lancer en partenariat avec un leader international de la finance islamique. Les banques participatives ci-après ont obtenu leur agrément et démarré leur exploitation courant 2018 :
- Umnia Bank أُمنية بنك
- BTI Bank (Bank Al Tamwil wal Inmaa) بنك التمويل والانماء
- Bank Al Yousr بنك اليسر
- Bank Assafa بنك الصفاء
- Al Akhdar Bank البنك الأخضر

Le Comité des Établissements de Crédit a également émis un avis favorable pour autoriser trois banques à ouvrir des fenêtres participatives (agences ou guichets spécialisés Islamic Window) pour offrir à leur clientèle des produits bancaires participatifs. Il s'agit de :
- BMCI – Najmah نجمة
- Crédit du Maroc – Arreda الرضى
- Société Générale – Dar Al-Amane دار الأمان

## Banques d'investissement
- CFG Bank
- Attijari Finances Corp.
- BMCE Capital
- CDG Capital
- Upline Group
- Holdagro
- Capital Trust

## Banques extraterritoriales
Ce type d'établissement, appelé également offshore, s'est développé à partir du décret de 1992 exclusivement dans la zone franche reliée au port de Tanger (TFZ), régularisée en 1999. Chacun de ces établissements est rattaché à une banque plus importante et constitue donc une filiale avec un régime fiscal différent, afférent au statut de zone franche financière, qui permet aux investisseurs non-résidents d'être opérationnels.
| Dénomination Sociale             | Date de création | Siège social |
| -------------------------------- | ---------------- | ------------ |
| Attijari International Bank      | 1994             | Tanger       |
| Banque internationale de Tanger  | 1992             | Tanger       |
| BMCI - Banque offshore           | 1993             | Tanger       |
| Chaabi International Bank        | 2003             | Tanger       |
| Société générale banque offshore | 2001             | Tanger       |
| BMCE Offshore                    | 2001             | Tanger       |

## Opérateur postal
A fin 2008
- Poste Maroc (PNB : 1 382 MDH / Nombre d'agences 1 726)

Depuis le 10 juillet 2009 Poste Maroc décrocha une licence d'établissement bancaire auprès de Banque Al Maghrib et créa une banque à part entière en 2010 sous le nom de Al Barid Bank. À peine quatre ans après sa création la banque postale marocaine atteint 6 millions de clients à fin 2014 et continue sa progression à raison de un demi million de clients nouveaux par an. Le 27 janvier 2016, Al Barid Bank a signé une convention avec la banque centrale marocaine afin de faciliter les créations de comptes du nouveau statut d'entrepreneur, l'inscription se faisant sous forme d'un pack à remplir directement auprès des banques signataires de ladite convention.

## Autres banques
- Arab Bank Maroc (10 agences)
- Citibank Morocco (2 agences)[38]